# Шлях дзен
«Шлях дзен» (англ. The Way of Zen) — книга британсько-американського філософа та дослідника релігії Алана Воттса на тему дзен-буддизму та східної філософії. Свого часу книга була лідером продажів і відіграла велику роль у представленні буддизму здебільшого молодій західній аудиторії.

## Зміст
Книга «Шлях дзен» поділена на дві частини; перша описує передумови та історичний розвиток дзен-буддизму, друга — фокусується на принципах і практиках дзен. До другої частини входять такі розділи як «Порожнє та дивовижне», «Тихе сидіння, не роблячи нічого», «Дзадзен і коан» і «Дзен та мистецтва».
Алан Воттс подає походження дзен-буддизму як злиття китайського даосизму та буддизму Магаяна. Автор представляє читачеві низку концепцій східної філософії, як-от у-вей, серединний шлях і анатман. Алан Воттс описує західну філософську традицію як внутрішньо обмежену строгою приналежністю до логічних структур, на противагу східній філософії, що прив'язана до таких структур.